# Bahnhof Kirchheim
Der Bahnhof Kirchheim (Betriebsstellenbezeichnung FKHM) ist ein Betriebsbahnhof der Schnellfahrstrecke Hannover–Würzburg im Bereich der osthessischen Gemeinde Kirchheim.
Auf dem Bahnhofsgelände steht eines der ersten Elektronischen Stellwerke in Deutschland (Bauart EL S SIMIS C). Es steuert den Bahnhof, die beiden benachbarten Betriebsbahnhöfe sowie die dazwischen liegenden Strecke mit einer Gesamtlänge von rund 60 km.

## Lage und Aufbau

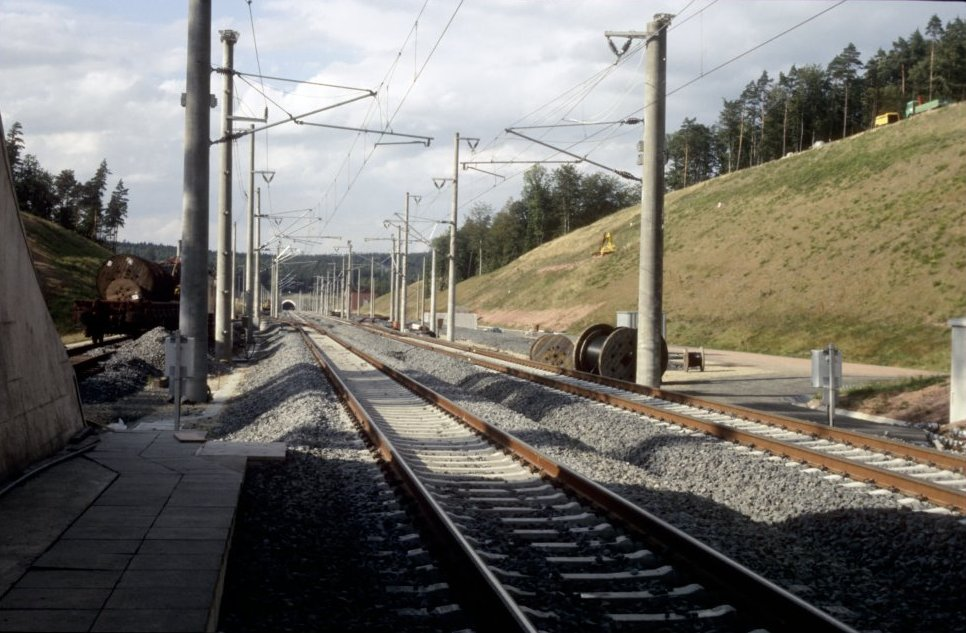
Blick aus dem Krämerskuppetunnel auf den Bahnhof

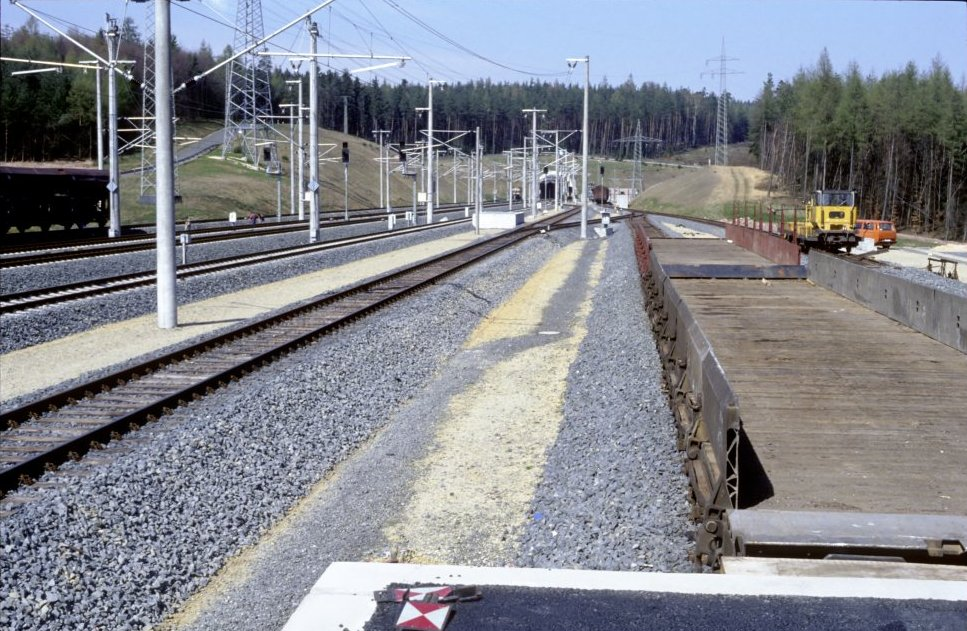
Blick auf die nicht elektrifizierte Nebengleisgruppe im nordöstlichen Bahnhofsbereich

Beidseitig der durchgehenden Hauptgleisen sind zwei Überholgleise von 750 m Nutzlänge angeordnet. Weiter östlich liegt ein Aufstellgleis von 600 m Nutzlänge, an das sich weitere Nebengleise anschließen. Nördlich und südlich der Überholgleise liegen Gleiswechsel mit jeweils vier Weichen. Zu der Anlage zählen auch zwei Weichenmontageplätze (auf der Nordwest- und Südostseite), eine Tankstelle sowie eine Fahrzeughalle (jeweils im Nordosten). Zwischen den durchgehenden Hauptgleisen liegt in beiden Bahnhofsköpfen jeweils eine einfache Überleitverbindung (zwei einfache Weichen 1200–1:18,5, befahrbar mit 100 km/h). Der Betriebsbahnhof ist einer der aufwendigsten der Neubaustrecke.
Das Bauwerk liegt zwischen zwei Tunneln im Wald. Nördlich befindet sich der Schickeberg- und südlich der Krämerskuppetunnel. In beiden Tunneln liegen jeweils vier Weichen des Bahnhofs.
Die mittlere Einschnittstiefe liegt bei 25 m, bei einer einseitig bis zu 45 m hohen Einschnittsböschung. Die Einschnitte sind 1:1,5 geneigt. Die maximale Schütthöhe der Dämme beträgt 30 m.
Die nach dem Verzeichnis der örtlich zulässigen Geschwindigkeiten (VzG) zulässige Geschwindigkeit auf den durchgehenden Hauptgleisen im Bahnhof liegt bei 280 km/h.

## Geschichte
In der Planungs- und Bauphase war der Bahnhof Teil des Planungsabschnitts 15 im Mittelabschnitt der Neubaustrecke. Er wurde ursprünglich als Überholungsbahnhof Kirchheim Nord bezeichnet.
Die Erdarbeiten begannen am 19. Juni 1985. Deren Auftragssumme wurde mit 17 Millionen DM beziffert, zuzüglich 1,8 Millionen DM für eine Eisenbahnüberführung und ein Regenrückhaltebecken. Der erste Spatenstich war am 24. Juli 1985.
In der Bauphase schlugen Lokalpolitiker wiederholt vor, am Bahnhof einen Güterumschlagplatz zwischen Straßen und Schiene zu errichten. Vorschläge aus der Lokalpolitik, den Bahnhof zum Personenbahnhof auszubauen, wurden von der Deutschen Bundesbahn abgelehnt. Auch später wurde immer wieder vorgeschlagen, ein Umschlagzentrum einzurichten.

### Betrieb
1992 passierten etwa 60 bis 80 Güterzüge pro Nacht (zwischen 23:30 und 02:30 Uhr) den Bahnhof.
Auf dem Gelände befindet sich eine Windwarnanlage. Bei mehr als 72 km/h Windgeschwindigkeit müssen Güterzüge die Geschwindigkeit reduzieren.